# Метропольні райони Англії
Метропольний район (англ. metropolitan borough — метропольне боро) — одиниця адміністративно-територіального поділу Англії, є підрозділом графств-метрополій. Створено 1974 року за Актом місцевого самоврядування 1972 року, метрополітенські райони визначені в англійському законі як метрополітенські дистрикти (англ. metropolitan districts). Тим не менш, всі з них були наділені королівськими хартіями, за якими вони набували статусу району (англ. borough - боро) (а в деяких випадках і статус міста). Метрополітенські райони фактично є районами з унітарним урядом з часів скасування рад метрополітенських районів (англ. metropolitan county councils) за Актом місцевого самоврядування 1985.

## Історія
Вперше термін «метрополітенський район» був використаний для адміністративного поділу графства Лондон у період з 1900 по 1965 роки. Тим не менш, нинішні райони Великого Лондона, які мають інші межі та функції і набагато більші у площі, відомі як Адміністративні округи Лондона.
Сучасні метрополітенські райони було створено у 1974 році як підрозділи метрополітенських графств з метою покрити територію шести найбільших міських агломерацій за межами Великого Лондона. Нові райони заміняли попередню систему районів, муніципальних районів, міських районів Англії та сільських районів. Райони зазвичай мають населення від 174 000 до 1,1 мільйона чоловік.
Метрополітенські райони спочатку були частиною дворівневої структури локального управління та ділили владу з порадами метрополітенських графств (MCCs). Вони відрізнялися від не метрополітенських районів поділом влади між районними та графськими радами. Метрополітенські райони були відповідальні за освіту, соціальне забезпечення та бібліотеки, а не метрополітенських районах за це відповідали графські ради.
У 1986 році поради метрополітенських графств було скасовано за Актом місцевого самоврядування 1985 року і більшість їх функцій було переведено на районні ради, фактично роблячи їх унітарними одиницями у всьому, крім формальностей. Тим не менш, деякі функції скасованих графських рад були передані з'єднаним органам, таким як "Керівництво пасажирського транспорту", "Пожежний орган", "Орган поліції" і "Орган з утилізації відходів".